# جايسون هايوارد
جايسون هايوارد (بالإنجليزية: Jason Heyward)‏ هو لاعب كرة قاعدة أمريكي، ولد في 9 أغسطس 1989 في ريدجوود في الولايات المتحدة.

## وصلات خارجية
- جايسون هايوارد على موقع دوري كرة القاعدة الرئيسي (الإنجليزية)
- جايسون هايوارد على موقعبيزبول رفرنس.كوم (الدوري الرئيسي) (الإنجليزية)
- جايسون هايوارد على موقعبيزبول رفرنس.كوم (الدوري الثانوي) (الإنجليزية)
- جايسون هايوارد على موقع إي إس بي إن.كوم (أم.أل.بي) (الإنجليزية)
- جايسون هايوارد على موقع مشجعي الرسوم البيانية (الإنجليزية)